# Rúskoye (Krasnodar)
Rúskoye (del ruso: Русское) es un jútor del raión de Krymsk del krai de Krasnodar, en Rusia. Está situado en las vertientes septentrionales del extremo de poniente del Cáucaso Occidental, a orillas del río Ruskaya, afluente del río Kudako, que lo es del Adagum, de la cuenca del Kubán, 13 km al nordeste de Krymsk y 94 km al oeste de Krasnodar. Tenía 476 habitantes en 2010
Pertenece al municipio Moldavanskoye.